# اندیس کلشتر
کلشتر یک اندیس غیرفلزی است که در حوالی شهر جیرنده استان گیلان قرار دارد و مادهٔ معدنی موجود در آن، ذغالسنگ است.  